# Nesiotites similis
Nesiotites similis là một loài động vật có vú trong họ Soricidae, bộ Soricomorpha. Loài này được Hensel mô tả năm 1855.